# Lundby, Svendborgs kommun
Lundby är en tätort i Svendborgs kommun i Region Syddanmark i Danmark. Tätorten har 274 invånare (2024). Den ligger på ön Tåsinge, cirka 8 kilometer söder om Svendborg.